# George Carney
George Carney (21 de noviembre de 1887 en Bristol, Somerset-9 de diciembre de 1947) fue un actor y director de cine británico.
Antes de ser actor, trabajó en el Liverpool Cotton Exchange, en un negocio de mobiliario y en los patios de carga del puerto de Belfast. Empezó su carrera de actor en obras de Vaudeville  y de allí pasó a la actuación en películas en 1913. Frecuentemente interpretó papeles como miembro de la clase trabajadora.
En 1931, trabajó en Broadway, en la obra The Good Companions.

## Filmografía seleccionada
- Red Ensign (1934)
- Easy Money (1934)
- Say It With Flowers (1934)
- City of Beautiful Nonsense (1935)
- Variety (1935)
- It's in the Bag (1936)
- Land Without Music (1936)
- Smash and Grab (1937)
- Dreaming Lips (1937)
- Beauty and the Barge (1937)
- Paid in Error (1938)
- Las estrellas miran hacia abajo (1939)
- Young Man's Fancy (1939)
- Come On George! (1939)
- A Window in London (1940)
- Where's That Fire? (1940)
- Convoy (1940)
- Love on the Dole (1941)
- The Common Touch (1941)
- Rose of Tralee (1942)
- Hard Steel (1942)
- The Day Will Dawn (1942)
- Sangre, sudor y lágrimas (1942)
- Thunder Rock (1942)
- The Night Invader (1943)
- When We Are Married (1943)
- Tawny Pipit (1944)
- Welcome, Mr. Washington (1944)
- The Agitator (1945)
- Waterloo Road (1945)
- Sé a dónde voy (1945)
- Wanted for Murder (1946)
- The Root of All Evil (1947)
- Fortune Lane (1947)
- Brighton Rock (1947)
- The Little Ballerina (1948)